# Espenbladsteelmineermot
De espenbladsteelmineermot (Ectoedemia argyropeza) is een vlinder uit de familie dwergmineermotten (Nepticulidae). De wetenschappelijke naam is voor het eerst geldig gepubliceerd in 1839 door Zeller.
De soort komt voor in Europa.